# 余懷
余懷（1616年—1695年），字澹心，一字無懷，號曼翁，又號鬘持老人。明末清初福建莆田人。
萬曆四十四年（1616年），生於金陵，家境殷实，敏而好學，嗜茶成癖。南京兵部尚書范景文邀入幕下。与吳偉業、屈大均、孔尚任等文人友善。滿清入關，避難於錢塘。明亡不仕。工詩文，早期詩風輕俊流美，後期诗每寄寓兴亡之感，與杜濬、白夢鼐齊名，时称“余杜白”。康熙二十九年（1690年），在蘇州參加尤侗的揖青亭詩會，與會嘉賓曹寅請他為《楝亭圖》卷作畫題詩，他題有“誰詠君家華屋句，白楊風起慟西洲”之句，並自署“舊京余懷”。晚年隱居吳門（江苏苏州），開始創作《板橋雜記》。康熙三十四年（1696年）卒。著有《板橋雜記》、《味外軒稿》、《東山談苑》、《江山集》、《甲申集》、《玉琴斋词》及《茶史》、《砚林》等。有子余賓碩。